# Rhinopoma hardwickii
Il pipistrello coda di topo di Hardwicke (Rhinopoma hardwickii  Gray, 1831) è un pipistrello della famiglia diffuso nell'Africa centrale e settentrionale, nel vicino oriente e nell'Asia meridionale.

## Descrizione

### Dimensioni
Pipistrello di medie dimensioni, con la lunghezza della testa e del corpo tra 53 e 65 mm, la lunghezza dell'avambraccio tra 50 e 62 mm, la lunghezza della coda tra 54 e 78 mm, la lunghezza del piede tra 10 e 13,5 mm, la lunghezza delle orecchie tra 16 e 20 mm e un peso fino a 12 g.

### Aspetto
La pelliccia è corta e fine, la groppa e il basso ventre sono privi di peli. Le parti dorsali sono grigio-brunastre con la base dei peli più chiara, mentre le parti ventrali sono più chiare e grigiastre, talvolta completamente bianche posteriormente. Il muso è rivolto all'insù, con una cresta cutanea relativamente grande, il cui margine superiore è triangolare e talvolta fornito di una papilla centrale. Gli occhi sono grandi. Le orecchie sono triangolari, unite sulla fronte da una membrana cutanea. Il trago è lungo, falciforme e con l'estremità biforcuta. Le membrane alari sono marroni e attaccate posteriormente sulla tibia, ben sopra le caviglie. La coda è molto lunga, sottile e si estende ben oltre l'uropatagio il quale è ridotto ad una sottile membrana. È privo di calcar. Il cariotipo è 2n=36 FNa=68.

### Ecolocazione
Emette ultrasuoni sotto forma di impulsi di breve durata a frequenza quasi costante a 36–40 kHz, multi-armonici con massima energia sulla seconda armonica.

## Biologia

### Comportamento
Si rifugia singolarmente o in gruppi di diverse centinaia di individui disposti in piccoli gruppi distanti tra loro all'interno di grotte asciutte, rovine, gallerie sotterranee, moschee e vecchi edifici. I sessi vivono separati solo in estate. Sceglie ricoveri con temperature di 21-34 °C ed umidità relativa al disotto del 35%. Sembra tollerare la luce del giorno. Si arrampica e fugge con estrema agilità, disponendo la lunga coda ad angolo retto con il corpo. il volo è rapido e caratterizzato da continue fluttuazioni alternate a salite e discese. L'attività predatoria inizia subito dopo il tramonto. È attivo tutto l'anno, grazie all'accumulo di grasso corporeo addominale. 

### Alimentazione
Si nutre di piccoli coleotteri, ditteri e in misura minore di omotteri ed eterotteri catturati a circa 10-15 metri dal suolo sopra spazi aperti.

### Riproduzione
Danno alla luce un piccolo alla volta tra maggio e giugno dopo una gestazione di 95-100 giorni. Gli accoppiamenti avvengono da metà febbraio ai primi di marzo. I nascituri vengono svezzati dopo 2 mesi.

## Distribuzione e habitat
Questa specie è diffusa dall'Africa settentrionale e centrale attraverso la Penisola arabica e il Vicino oriente fino al Subcontinente indiano. La presenza in Indocina e in Indonesia è basata su individui catturati molti anni fa, privi di precise indicazioni sulla esatta località di provenienza.
Vive in ambienti con vegetazione semi-arida e desertica, in boscaglie di Acacia, nelle oasi, nelle gole scavate da uadi con prevalenza di tamerici e oleandri fino a 1.100 metri di altitudine.

## Tassonomia
Sono state riconosciute 4 sottospecie:
- R.h.hardwickii: Iran sud-orientale, Pakistan meridionale, Afghanistan centro-orientale, India e Bangladesh. Le osservazioni in Thailandia e Myanmar sono considerate dubbie;
- R.h.arabium (Thomas, 1913): Marocco sud-orientale, Mauritania nord-orientale, Mali settentrionale, Niger centrale, Burkina Faso settentrionale, Algeria, Tunisia meridionale, Ciad centrale, Libia ed Egitto settentrionali, Penisola del Sinai, Sudan, Israele, Giordania, Iraq, Arabia Saudita occidentale, Yemen, Oman;
- R.h.cystops (Thomas, 1903): Algeria sud-orientale, Niger e Ciad settentrionali, Libia ed Egitto meridionali;
- R.h.sondaicum (Van Cakenberghe & De Vree, 1994): conosciuta soltanto attraverso due individui catturati nel 1899 in una località non precisata delle Isole della Sonda.

## Conservazione
La IUCN Red List, considerato che si tratta di una specie ampiamente diffusa, molto comune e priva di minacce rilevanti, classifica R.hardwickii come specie a rischio minimo (Least Concern)).